# Oranjerie Schoonoord
De Oranjerie van huis Schoonoord is een gemeentelijk monument aan de Tromplaan in de wijk Schoonoordpark van Baarn in de Nederlandse provincie Utrecht.
Het grote terrein dat bij het Huis Schoonoord aan de Faas Eliaslaan hoorde, is in de 20e eeuw helemaal herkaveld en bebouwd. De relatie van de oranjerie aan de Tromplaan 40 met het Huis Schoonoord is dan ook niet meer te zien. Het pand werd na de Tweede Wereldoorlog gebruikt als woning en atelier.
Volgens een inscriptie op een zolderbalk en de gemeentelijke monumentenlijst is de oranjerie in 1880 gebouwd. Het pand is opgetrokken uit grijs gepleisterde bakstenen. De oranjerie is gericht op het zuiden om in de winter, als de tropische planten werden binnengezet, zoveel mogelijk licht en warmte op te vangen.  Het lessenaardak loopt naar achteren licht af; aan de achterzijde is een aanbouwtje.
De ingang in de rechter zijgevel heeft een dubbele deur. Hierdoor konden ook grote planten naar binnen worden gebracht. Voor hoge planten moest eerst het deurkalf boven de deur worden weggehaald. 

## Zie ook

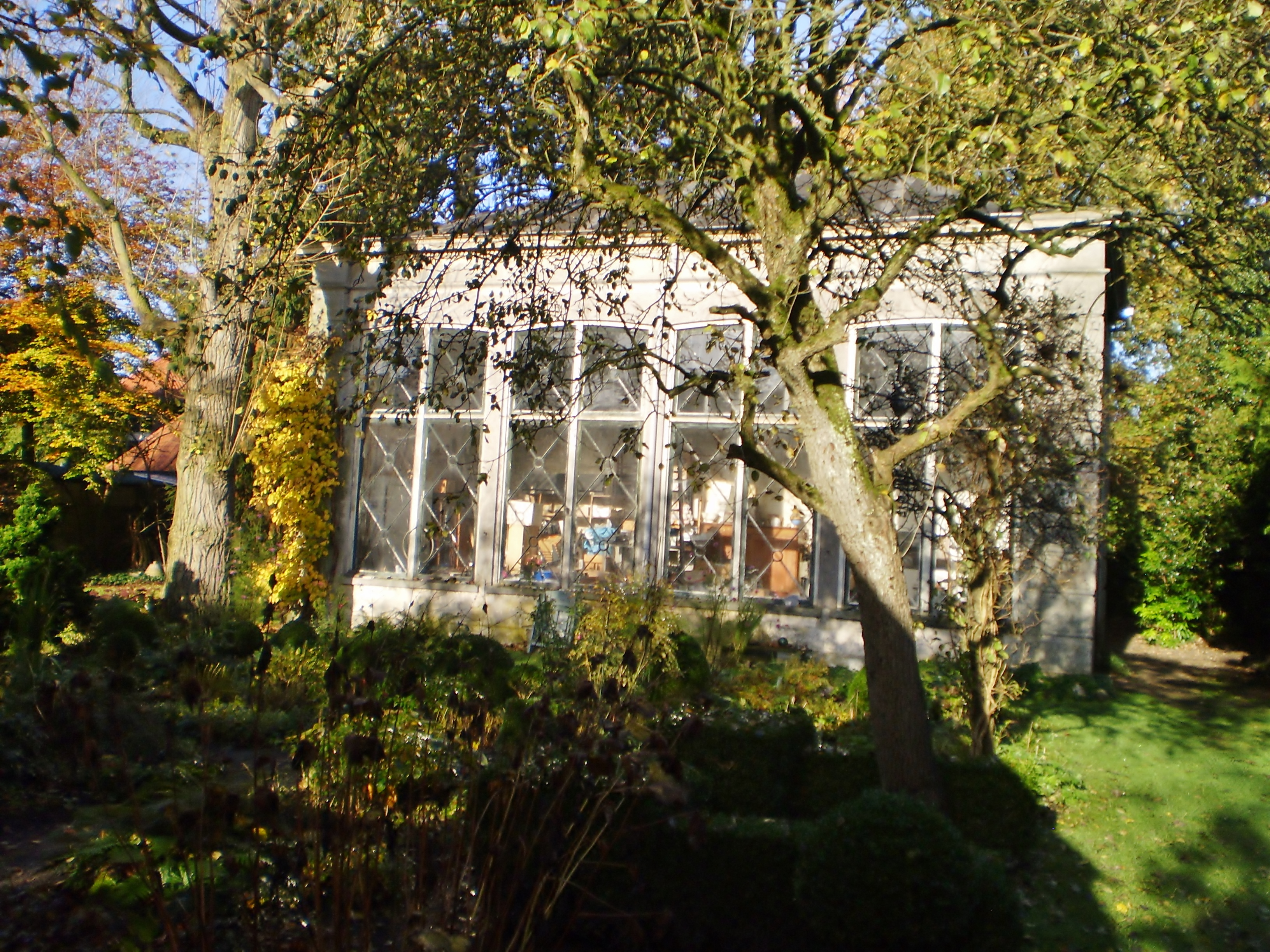
De oranjerie in zijn omgeving, 2013